# الثقوب الزرقاء (السعودية)
الثقوب الزرقاء (السعودية) هي ثقوب زرقاء على طول ساحل البحر الأحمر، تقع بين منطقة عفيفي جنوباً حتى خليج العقبة شمال البحر البحر. حيث أعلنت السعودية عن اكتشاف 20 ثقب أزرق في مياه البحر الأحمر، الذي يعد الأول من نوعه في سواحلها البحرية، وهي ظاهرة جيولوجية نادرة في العالم، حيث تأتي على شكل كهوف عامودية تكون أعمق بكثير من المياه المحيطة بها.

## الإكتشاف
أعلنت السعودية عن "رحلة العقد" بعام 2022 لاستكشاف البحر الأحمر وإجراء مسح مائي شامل، والتي أستغرقت ما يقارب 4 أشهر، بقيادةالدكتور كارلوس دوراتي حيث ذكر بأن الثقوب الزرقاء بالبحر الأحمر اكتشاف كبير على مستوى العالم، وستكون وجهة للباحثين والمهتمين بالبيئات البحرية والغواصين للقدوم واستكشافها ومعرفة المزيد عن تفاصيلها.
ستقوم جامعة الملك عبد الله للعلوم والتقنية على دراسات وأبحاث تتناول التنوع البيولوجي والمخاطر والتهديدات على هذه الثقوب الزرقاء المهمة في المياه السعودية للبحر الأحمر التي تحتاج إلى الحماية وتتطلب الكثير من الأبحاث.

## حماية الثقوب الزرقاء
أن حماية هذه الثقوب الزرقاء ودراستها تتماشيان مع أهداف مبادرات السعودية الخضراء المتمثلة في مبادرة رفع نسبة المناطق المحمية لتصل إلى 30% من مساحة المملكة بحلول 2030، بالإضافة إلى إعادة تأهيل المتضرر منها. كما أعلنت السعودية بإن الثقوب الزرقاء تمثل 9% من المناطق البحرية المستهدفة بالحماية، كما أنها تعتبر وجهة سياحية مميزة، وتوفر الفرص للدراسات والأبحاث في التنوع الأحيائي البحري.

## الحياة البحرية
تعد الثقوب الزرقاء نظام بيئي وتكوين جيولوجي فريد بتنوعه الأحيائي، حيث تعيش الكائنات البحرية كالسلاحف البحرية والأسماك والثديات البحرية، واللافقاريات.

## السياحة
تعد الثقوب الزرقاء وجهة لآلاف السياح والعلماء والمكتشفين، إذ يعد الغوص في الثقوب من الأنشطة السياحية الرئيسة المفضلة لدى محترفي الغوص، مما جعل النشاط يشكل أحد روافد الاقتصاد المهمة في بعض الدول.

## روابط خارجية
- https://faculty.kaust.edu.sa/en/clippings/blue-holes-phenomenon-saudi-arabias-discovery-only-start-of-marin
- http://ct.moreover.com/?a=51680280209&p=1gw&v=1&x=bnbuZxr-3xNcn8GCdBfM9Q